# Denise Ramsden (wielrenner)
Denise Ramsden (Hay River, 21 november 1990) is een Canadees wielrenner. Ze rijdt voor de ploeg Optum Pro Cycling.
Ramsden kwam uit voor Canada bij de wegwedstrijd tijdens de Olympische Zomerspelen 2012 in Londen. Hier finishte ze als 27e. Op het onderdeel individuele tijdrit eindigde ze op de 19e plaats.

## Erelijst
2012
- Canadees kampioene wegwedstrijd, elite
- 27e in Olympische Spelen, wegwedstrijd
- 19e in Olympische Spelen, individuele tijdrit